# Joachim a Burck
Joachim a Burck (egentligen Joachim Moller), född 1546 i Burg bei Magdeburg, död 24 maj 1610 i Mühlhausen, Thüringen, var en tysk tonsättare. 
Joachim a Burck, som var organist i Mühlhausen, var en av de mera framstående bland de äldre evangeliska kyrkokompositörerna och skrev tre passioner samt bland annat en mängd andliga sånger, delvis åter utgivna av Robert Eitner 1898.